# Guiscriff
Guiscriff (bretonisch: Gwiskri) ist eine französische Gemeinde mit 2053 Einwohnern (Stand 1. Januar 2022) im Département Morbihan in der Region Bretagne. Sie gehört zum Gemeindeverband Roi Morvan Communauté.

## Geographie
Guiscriff liegt ganz im Nordwesten des Départements Morbihan an der Grenze zum Département Finistère und gehört zum Pays du Roi Morvan.
Nachbargemeinden sind Roudouallec im Norden, Gourin und Le Saint im Nordosten, Le Faouët im Osten, Lanvénégen im Südosten, Querrien und Saint-Thurien im Süden sowie Scaër im Westen.
Der Ort selber liegt etwas abseits von wichtigen Durchgangsstraßen. Rund zehn Kilometer östlich von Guiscriff führt die D769 von Saint-Pol-de-Léon nach Lorient vorbei. Die wichtigste überregionale Straßenverbindung ist die N165 weiter im Süden. Westlich des Orts liegt der Flugplatz Aérodrome Bretagne Atlantique.
Die bedeutendsten Gewässer sind der Fluss Inam sowie die Bäche St. Antoine, St. Jean, Kergonan, Kerlavarec, Pont Malagas und Goarem Clujiry. Auf Gemeindegebiet befinden sich mehrere Teiche.

## Bevölkerungsentwicklung
| Jahr      | 1962 | 1968 | 1975 | 1982 | 1990 | 1999 | 2006 | 2019 |
| Einwohner | 3740 | 3377 | 2931 | 2734 | 2529 | 2394 | 2319 | 2083 |

## Geschichte
Die Gemeinde gehört historisch zur bretonischen Region Kernev (frz. Cornouaille) und innerhalb dieser Region zum Gebiet Aven (frz. ebenso) und teilt dessen Geschichte. Guiscriff gehörte von 1793 bis zu dessen Auflösung 1801 zum Kanton Lanvénégen. Seither ist der Ort dem Kanton Le Faouët zugeteilt.

## Sehenswürdigkeiten
- Kirche Saint-Pierre et Saint-Paul aus dem 15. und 16. Jahrhundert
- Kapelle Saint-Maudé (auchSaint-Mandé) aus dem 15. und 16. Jahrhundert
- Kapelle Saint-Eloi aus dem 15. und 16. Jahrhundert
- Kapelle Saint-Antoine aus dem 16. Jahrhundert
- Kapelle Saint-Mathurin in Kerglaz aus dem 18. Jahrhundert
- Kapelle Saint-Tugdual aus dem 17. Jahrhundert
- Kapelle Notre-Dame (auch Locmaria) in Locmaria aus dem 16. Jahrhundert
- ehemalige Kapelle Saint-Gwenaël (auch Saint-Guénaël) aus dem 17. Jahrhundert
- Kalvarienberge an der Dorfkirche und in Pennevern, Cadigué und Kergroas
- Dolmen von Kerviniou
- Brunnen Saint-Eloi aus dem 17. Jahrhundert
- Schloss von Kerandraon
- ehemaliges Herrenhaus von Pénéhoc aus dem 15. und 16. Jahrhundert
- Ortsteil Kerglèmes mit Häusern aus dem 17. und 18. Jahrhundert
- zwölf alte Mühlen

Quelle:

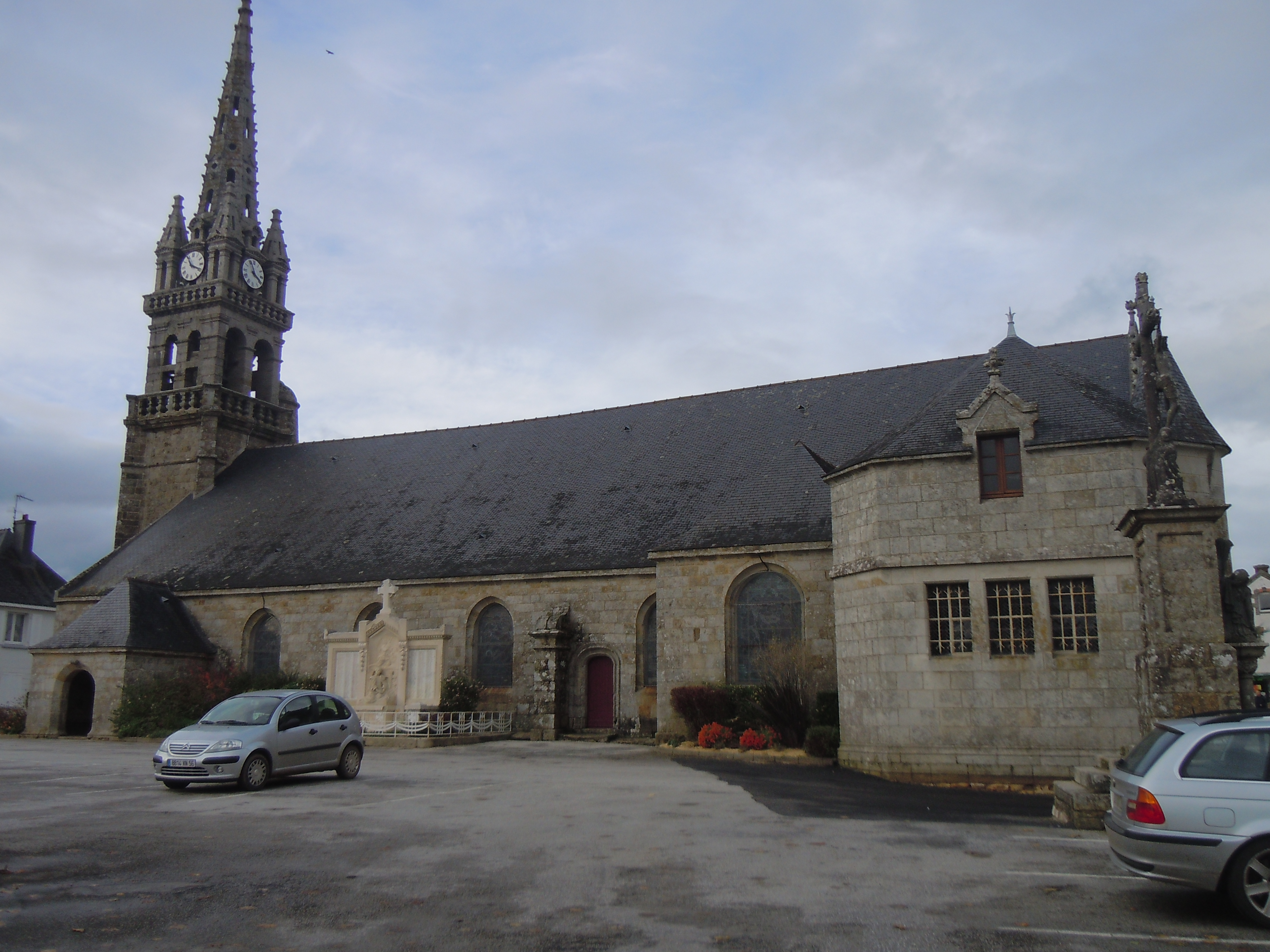
Südansicht der Dorfkirche Saint-Pierre et Saint-Paul in Guiscriff
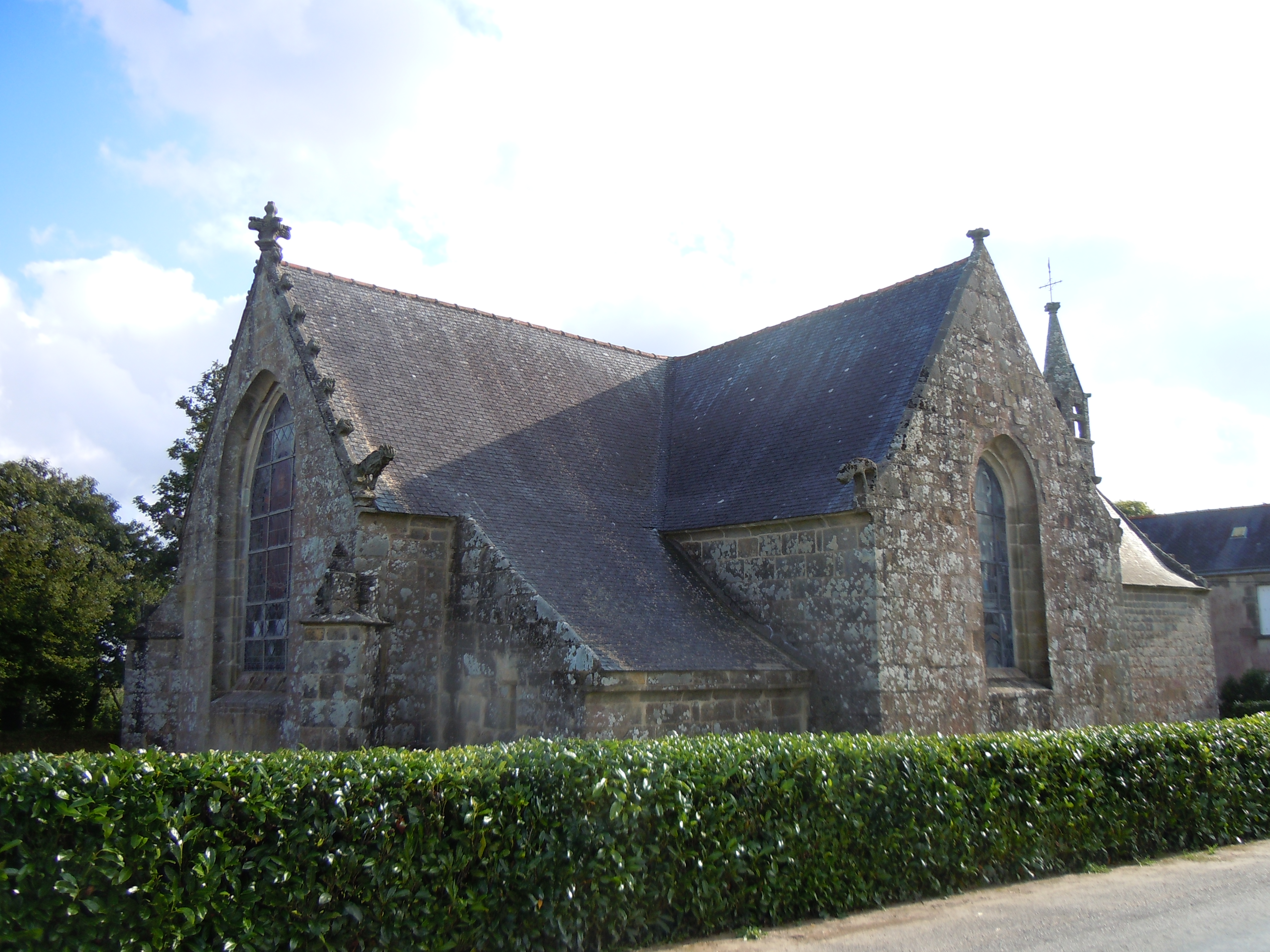
Kapelle Saint-Maudé
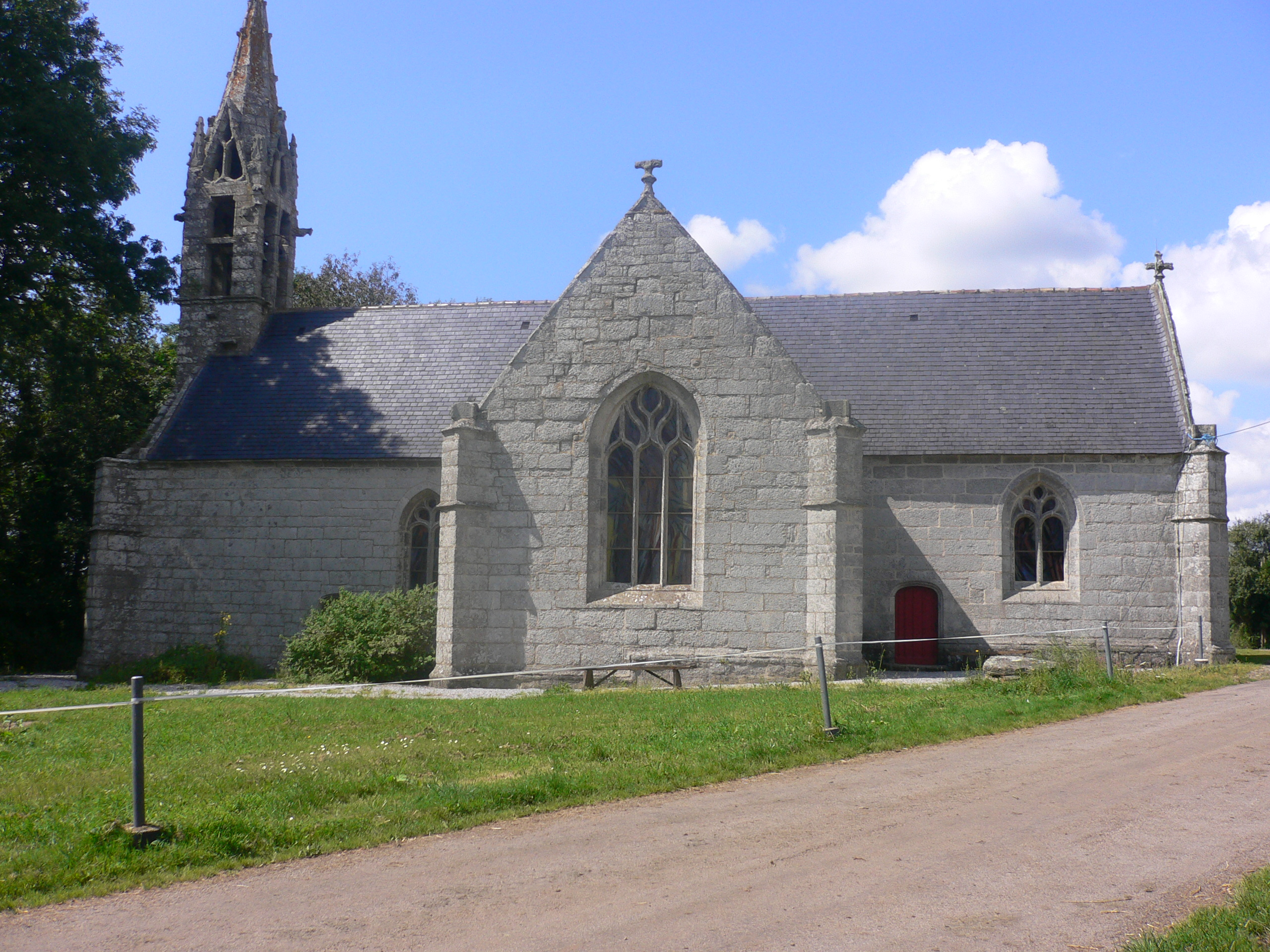
Kapelle Saint-Antoine
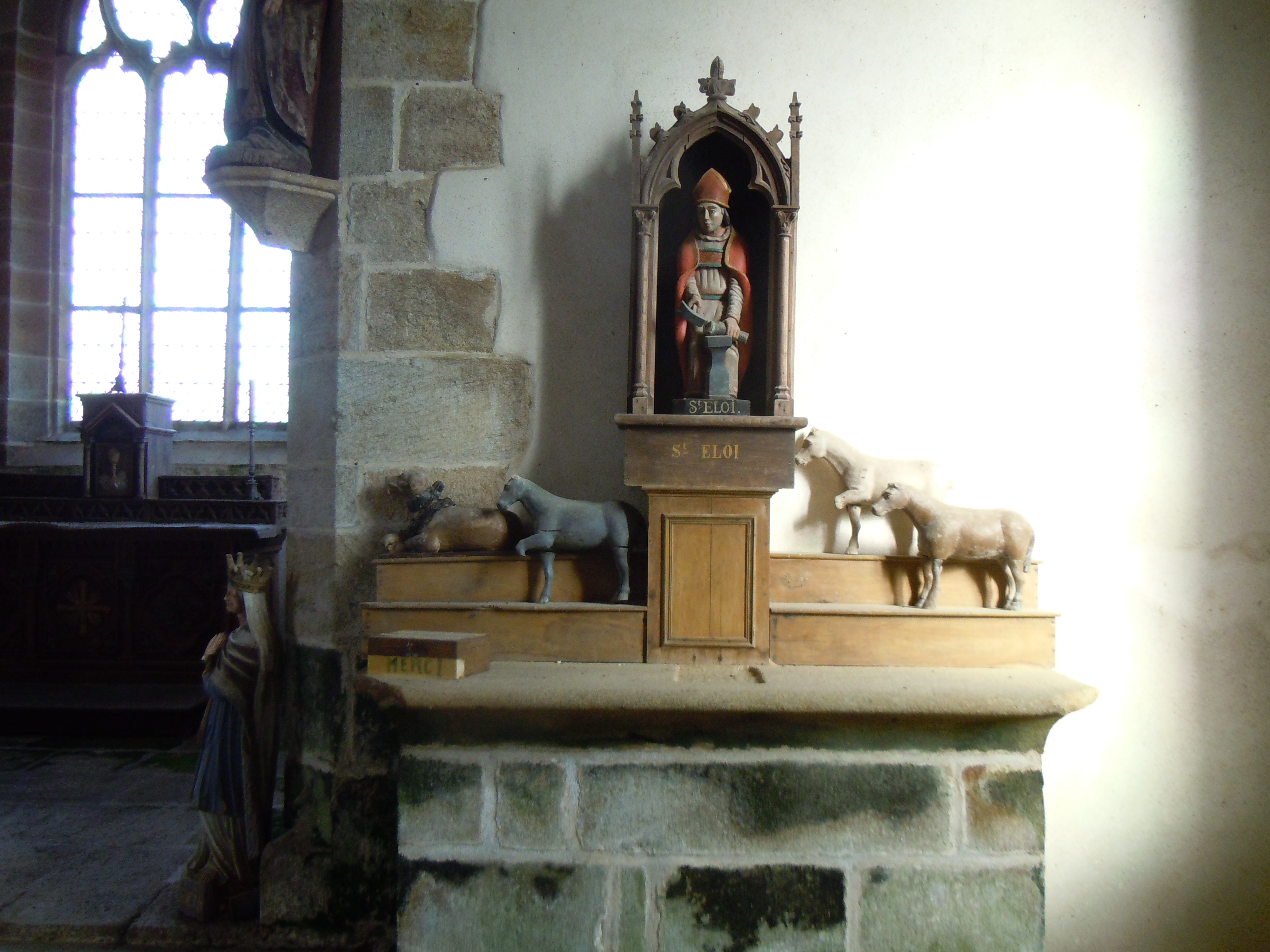
Innenansicht in der Kirche Saint-Eloi
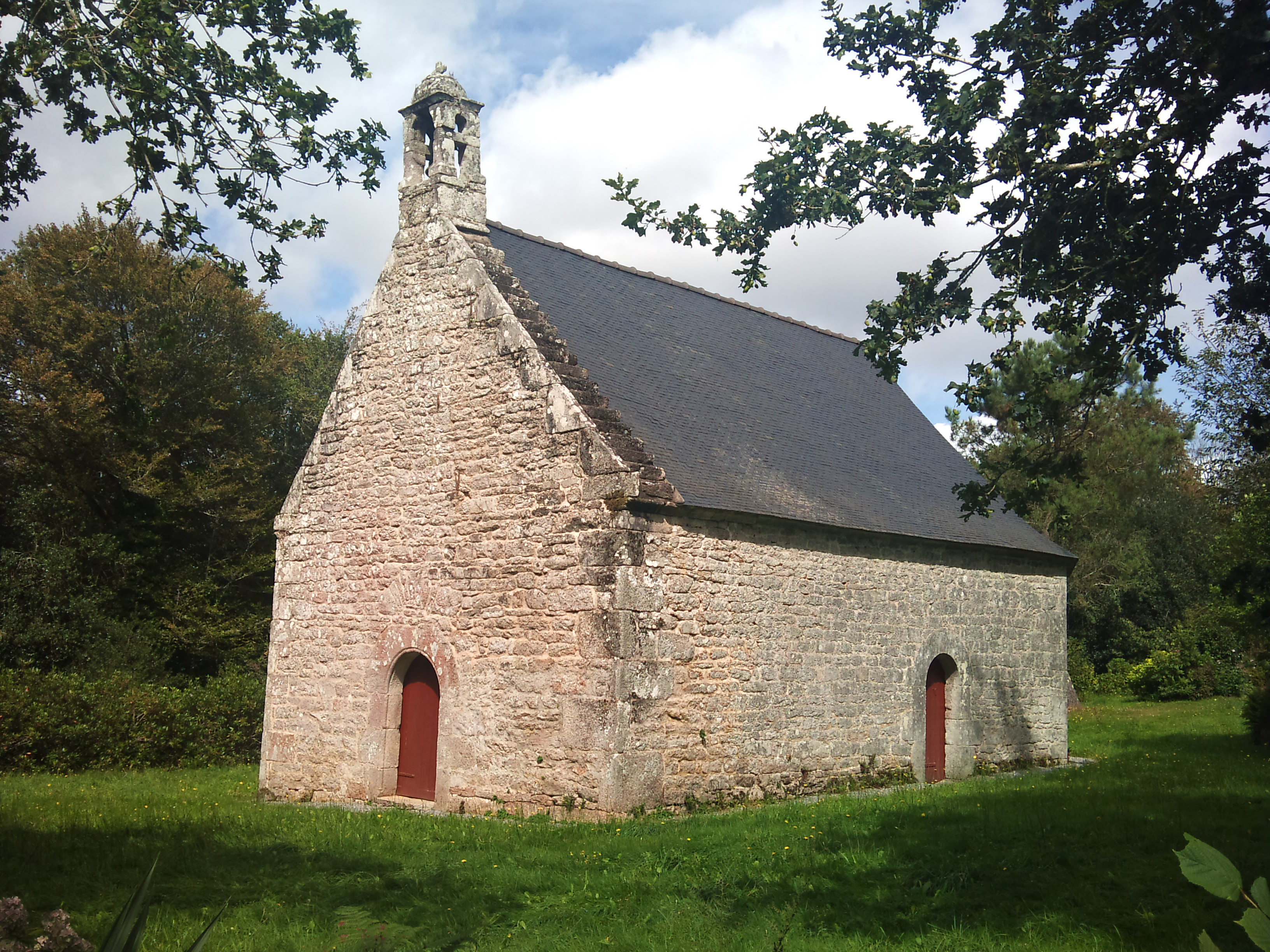
Kapelle Saint-Gwenaël
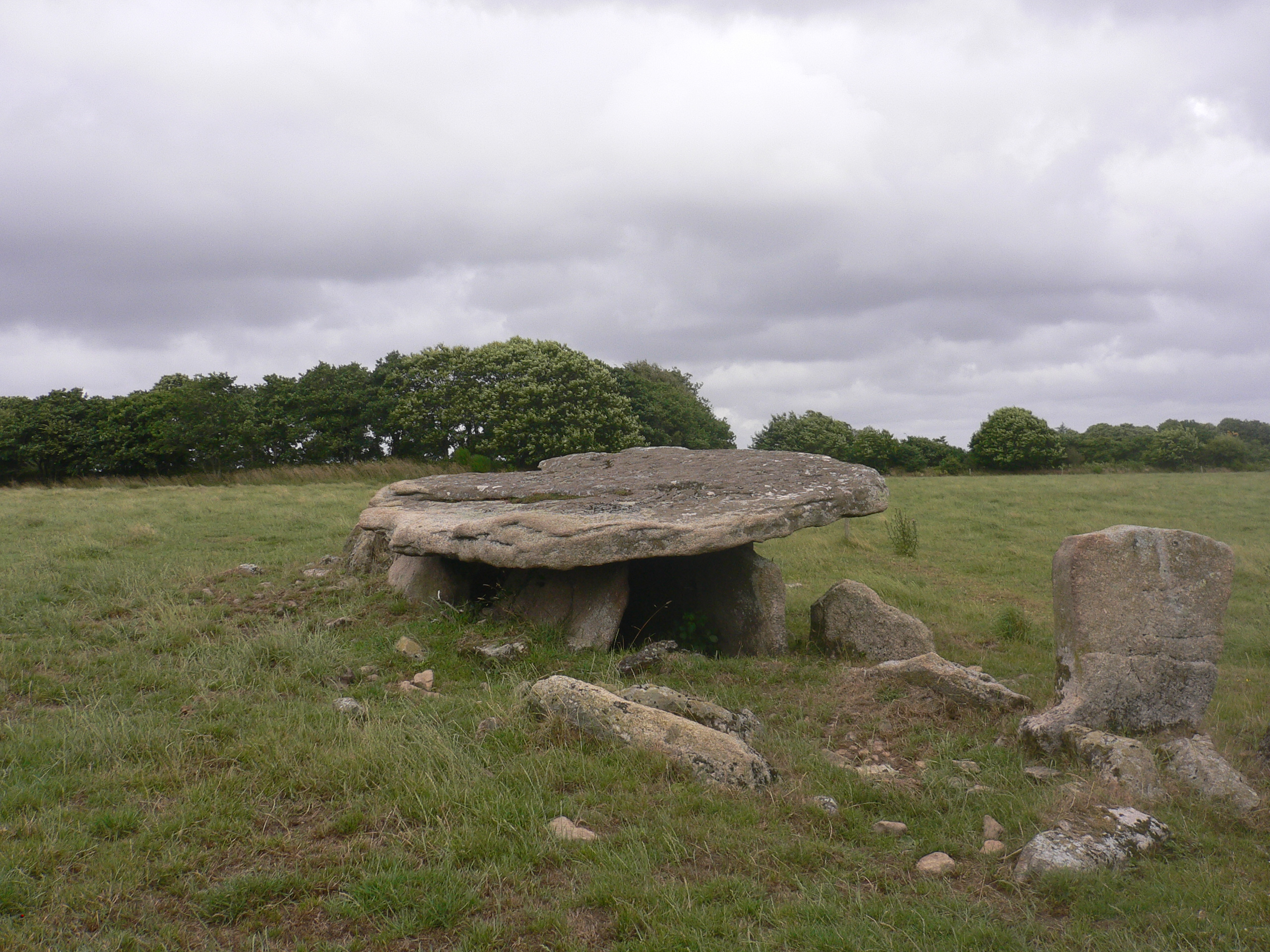
Dolmen von Kerviniou
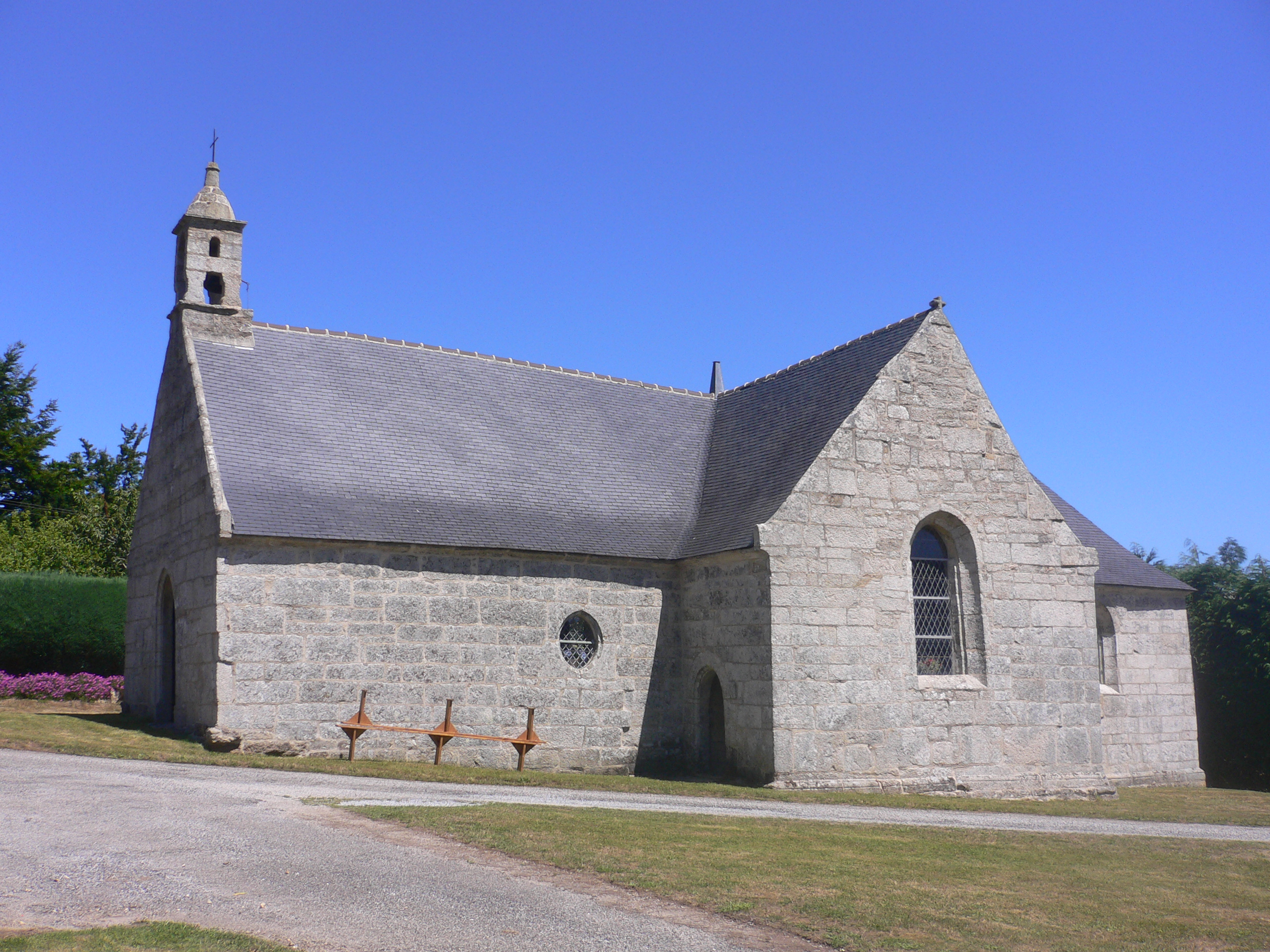
Kapelle Saint-Tugdual